# 张广学
张广学（1921年1月31日—2010年2月24日），男，回族，山东定陶人，中国昆虫学家，中国科学院动物研究所研究员。

## 生平
1946年毕业于中央大学农藝系。1991年当选为中国科学院学部委员（院士）。曾任《中国动物志》编委，主编《中国动物志：昆虫纲》同翅目数科、《系统进化动物学论文集》（1991，1993）等。